# Thomas Wale
Thomas Wale, född 7 september 1701, död 1796, var en engelsman från Cambridgeshire, känd för sin samling av dokument som ger en god insikt i livet i England under 1700-talet. Bland dessa papper finns recept, liggare, reseskildringar och kopior av olika samtida dokument.